# Sborovna
Sborovna je místnost ve škole nebo jiném vzdělávacím zařízení, která je vyhrazena učitelskému sboru ke společné komunikaci v oblasti plánování a projektování výuky. Jejím smyslem je poskytnout učitelům nástroj pro koordinovanou tvorbu tematických a týdenních plánů, pro rychlé sdílení příprav na výuku a nápadů na konkrétní výukové aktivity. Název pochází z označení skupiny učitelů, „učitelský sbor“.